# Royal Football Club Seraing
Seraing foi uma equipe belga de futebol com sede em Liège. Disputava a primeira divisão da Bélgica (Belgian Pro League).
Seus jogos foram mandados no Stade du Pairay, que possui capacidade para 14.326 espectadores.

## História
O Seraing foi fundado em 1900.